# Miguel Álvarez Ayúcar
Miguel Álvarez Ayúcar (1888-1967) fue un médico y político falangista español.
Nacido el 29 de septiembre de 1888, se doctoró en medicina. Afiliado a Falange Española en 1933, participó en el golpe de Estado de julio de 1936 en Madrid; tomó parte en la defensa del Cuartel de la Montaña, resultando gravemente herido al intentar huir del acuartelamiento y siendo hecho prisionero durante el resto de la Guerra Civil. Fue procurador en las Cortes franquistas entre 1943 y 1946. Caballero mutilado, se convirtió en concejal del Ayuntamiento de Madrid el 6 de febrero de 1949, solicitando sin éxito en julio de 1949 que los integrantes de la Asociación de Inválidos Civiles pudieran trabajar empleados como guardacoches y evitar así recurrir a la caridad.
Falleció en Madrid el 7 de enero de 1967.